# Alvan & Ahez
Alvan & Ahez ist ein Musikprojekt bestehend aus Alvan, einem französischen DJ aus Rennes, und dem bretonischen Frauentrio Ahez, das Frankreich beim Eurovision Song Contest 2022 in Turin vertrat.

## Das Musikprojekt und die Mitglieder
Ahez ist ein Gesangstrio, welches 2018 gegründet wurde und aus Marine Lavigne, Sterenn Le Guillou und Sterenn Diridollou besteht. Der Name des Trios kommt von dem bretonischen Namen der Stadt Carhaix (bretonisch Karaez), wo sich die drei im Diwan-Gymnasium kennenlernten und anfingen, zusammen auf Bretonisch zu singen. Sie traten bereits mit ihrem traditionellen Kan ha diskan-Gesang beim Festival Interceltique de Lorient auf und sind auch bei Festoù-Noz, gemeinschaftlichen Zusammenkünften mit Tanz und Musik, anzutreffen.
Alvan (eigentlich Alexis Morvan-Rosius, geboren am 17. März 1993 in Lorient) ist ein auf Electro spezialisierter DJ aus Rennes, welcher seit 2011 mit dem Produzieren von Musik startete und seit 2015 zur Elektronischen Tanzmusikszene in der Bretagne gehört. Neben dem Komponieren von elektronischen Musik spielt Alvan dazu noch Gitarre und Ukulele. Er veröffentlichte seine Songs u. a. bei Youtube und auch auf Alben. Dazu wurde er durch Auftritte beim Rencontres trans musicales in Rennes 2021 berühmt.
Die vier trafen sich 2021 in einer Bar in Rennes und gründeten ihr gemeinsames Musikprojekt. Sie schrieben zusammen den Song bretonischen Song Fulenn (deutsch Funken und/oder Junges Mädchen), welcher später zudem auf dem Album Magma von Alvan erschienen ist. Mit dem Song Fulenn möchten die Musiker ein modernes Bild der Bretagne vermitteln und gleichzeitig zu den anderen Sprachen und Kulturen in Frankreich sprechen, indem sie erklären, dass Musik „der Beweis dafür ist, dass die Vielfalt der Regionen die Stärke Frankreichs ist“.

## Eurovision Song Contest
Am 5. März konnten sie sich mit dem Lied Fulenn in der Finalrunde beim französischen Vorentscheid Eurovision France, c’est vous qui décidez! 2022 sowohl bei der Jury als auch im Televoting durchsetzen. Beim Eurovision Song Contest 2022 traten sie als sechstes auf, erreichten aber mit 17 Punkten nur den 24. und somit vorletzten Platz.

## Lieder

### Alvan
- 2016: Dame de cœur
- 2016: Kangei
- 2016: Pure
- 2016: Bodhyanga
- 2016: Sanzel
- 2017: Amazone
- 2018: Damiana (feat. Velvet)
- 2019: Indolove (feat. Keybeaux)
- 2019: Move On
- 2021: Anything

### Alvan & Ahez
- 2022: Fulenn